# Eric Van der Linden
Pour les articles homonymes, voir Vanderlinden.
Eric Van der Linden né le 17 avril 1974 à Schagen aux Pays-Bas est un triathlète professionnel néerlandais, champion des Pays-Bas en 2000 et 2001.

## Palmarès
Le tableau présente les résultats les plus significatifs (podium) obtenus sur le circuit national et international de triathlon depuis 1997,.
| Année | Compétition                           | Pays     | Position           | Temps           |
| ----- | ------------------------------------- | -------- | ------------------ | --------------- |
| 2004  | Coupe d'Europe - l'étape de Holten    | Pays-Bas | Médaille d'or      | 1 h 50 min 7 s  |
| 2004  | Alpen-Triathlon                       | Pays-Bas | Médaille d'or      | 2 h 0 min 26 s  |
| 2002  | Coupe d'Europe - l'étape de Holten    | Pays-Bas | Médaille d'or      | 1 h 47 min 0 s  |
| 2001  | Championnats des Pays-Bas             | Pays-Bas | Médaille d'or      | Timing          |
| 2001  | Championnat d'Europe                  | Tchéquie | Médaille de bronze | 2 h 4 min 20 s  |
| 2001  | Coupe d'Europe - l'étape de Gérardmer | France   | Médaille d'argent  | 3 h 46 min 47 s |
| 2000  | Championnats des Pays-Bas             | Pays-Bas | Médaille d'or      | Timing          |
| 2000  | Championnat d'Europe                  | Pays-Bas | Médaille de bronze | 1 h 54 min 40 s |
| 2000  | Coupe d'Europe - l'étape de Stein     | Pays-Bas | Médaille de bronze | 1 h 54 min 40 s |
| 1997  | Coupe du monde - l'étape d'Embrun     | France   | Médaille d'or      | 2 h 3 min 1 s   |